# Bundesstraße 3

Curso de la Carretera Federal B 3

La Bundesstraße 3 (literalmente: Carretera Federal 3 - abreviación: B 3) es una Bundesstraße del norte hacia el sur de Alemania. Comienza en el área metropolitana de Hamburgo. En Baden-Wurtemberg va desde Heidelberg en el norte hasta la frontera con Suiza en el sur.

## Enlaces
- Wikimedia Commons alberga una categoría multimedia sobre Bundesstraße 3.